# Frauen für Golden Hill
Frauen für Golden Hill ist ein im australischen Outback spielender, deutscher Abenteuerfilm aus dem Jahre 1938 von Erich Waschneck. Kirsten Heiberg spielt hier ihre erste deutsche Hauptrolle. An ihrer Seite sind Viktor Staal, Karl Martell und die Leinwanddebütantin Elfie Mayerhofer in weiteren Hauptrollen zu sehen.

## Handlung
Im menschenleeren Wüstengebiet Australiens, dem Outback. Hier, an diesem gottverlassenen Ort mitten im Nirgendwo schuften eine Reihe von abenteuerlustigen Männern unter brütender Sonne und hoffen als Goldsucher eines Tages ein Nugget aus dem Wüstensand zu schürfen. Die entbehrungsreiche Arbeit führt dazu, dass aus einer Trinklaune heraus jemand im Saloon vorschlägt, Frauen anzuwerben, damit es die „ganzen Kerls“ in der Wüstenei nicht so einsam haben. Das Schreiben mit den Unterschriften von 13 Heiratswilligen geht heraus und erreicht über die Sekretärin des Kolonialwarenhändlers Barryman eine Zeitung im fernen Sydney, die daraufhin eine entsprechende Suchanzeige veröffentlicht. Rasch finden sich heiratswillige Frauen, die sich bereit zeigen, das Abenteuer einzugehen, zu ihnen unbekannten Männern zu reisen, um mit ihnen zu leben. Mr. Barryman sucht sich staatliche Unterstützung für dieses Ehefrauenbeschaffungsunternehmen, die er schließlich in Sydney bekommt, unter einer Bedingung: Schon vorab müssen die willigen Damen mit den entsprechenden Herren im Outback in einer Art Ferntrauung verheiratet werden. Und so geschieht es.
Barryman bekommt elf Frauen zusammen, da wundert er sich sehr, dass ausgerechnet die begehrte und gefeierte Revuesängerin Violet Arlen ebenfalls unterschreibt. Sie ist der Männer, die Abend für Abend ihre Show besuchen, überdrüssig. Als letzte unterschreibt ausgerechnet Barrymans eigene Sekretärin Alice Bedford. In der Goldschürfersiedlung Golden Hill warten die Männer schon sehnsüchtig und aufgeregt auf die Ankunft der Frauen. Die rauen Kerle sind perplex, als der Bürgermeister verkündet, dass die Männer aufgrund deren Unterschriften bereits von der Regierung in Sydney mittels Ferntrauungen rechtsgültig mit jeweils einer Frau verheiratet wurden, ohne dass irgendein Mann seine Gattin zuvor gesehen hat. In diesem Moment sind Douglas Rogers und Stanley „Stan“ Tottenham sehr froh darüber, dass sie als einzige das Gesuch um Beschaffung von heiratswilligen Damen nicht unterschrieben haben. Dennoch ist Violet für die beiden übrig, und sollen um sie knobeln, wie der Bürgermeister verlangt. Die aber finden dies ehrenrührig und versprechen gegenüber Violet, ganz Gentlemen zu bleiben. Sie teilen sich eine Hütte mit der verführerischen Revuesängerin, die eigentlich auch gar nicht heiraten will, sondern hierher gekommen ist, um selbst durch einen Goldfund zu Geld zu kommen. Es kommt, wie es kommen muss: Beide Männer beginnen sich in Violet zu verlieben, ein Konflikt scheint unausweichlich. Schließlich legt Stanley zwei Revolver auf den Tisch und fordert Douglas dazu heraus, die Sache zwischen den beiden wie „ganze Männer“ im Duell zu regeln. Der lehnt zunächst ab, dann aber kommt es in der Hütte der beiden Männer zu einem heftigen Schusswechsel, bei dem Douglas durch Stan schwer verwundet wird.
Nach dem ungeschriebenen Gesetz, demzufolge ein Goldschürfer aus dem Camp ausgeschlossen wird, wenn dieser einen anderen verletzt, muss Stan Golden Hill verlassen. Violet ist entsetzt von dieser Entwicklung und pflegt in der Folgezeit Douglas gesund. Sie will aber Stanley, der nach Sydney zurückgegangen ist, folgen, da sie von ihm ein Kind erwartet. Douglas respektiert Violets Entscheidung, verspricht ihr sogar, sie nach Sydney zu begleiten und gemeinsam Stanley zu suchen. Ein schwerer Sandsturm, der über Golden Hill hinwegfegt, verhindert jedoch die Umsetzung des Plans, und alle Bewohner müssen nunmehr in dem unzerstört gebliebenen Saloon unterkommen. Dies schweißt auch Violet und Douglas zusammen, die mittlerweile Gefühle füreinander entwickeln. Bald liegen bei allen die Nerven blank, weil allmählich die Wasservorräte zu Ende gehen. Derweil hat Stanley im fernen Sydney vom Unglück, das über Golden Hill hinwegfegte, gehört. Er will unbedingt helfen, und da er als Monteur bei einer Fliegereinheit untergekommen ist, schnappt er sich ein Flugzeug und kreist über Golden Hill. Aus menschlichen Körpern zusammengesetzt, kann Stanley das Wort „Wasser“ erkennen. Er gibt dies per Funk an die Leitstelle durch, dann bekommt er mit dem Flieger Probleme, da Flugsand in das Triebwerk gerät, und stürzt in der Wüste ab. Douglas eilt zum sterbenden Freund, der ihn bittet „Kümmere dich um Violet!“ Wenig später werden von sechs Rettungsflugzeugen per Fallschirme Wassersäcke über Golden Hill abgeworfen, die die Verdurstenden retten.

## Produktionsnotizen
Die Dreharbeiten zu Frauen für Golden Hill begannen Ende Juli 1938 und wurden im Herbst desselben Jahres beendet. Gedreht wurde u. a. im Harz und in Ostpreußen, wo die Sanddünungen der Kurischen Nehrung als australisches Outback herhalten musste. „Kein australischer Busch hätte auf der Leinwand echter wirken können. In dem schönen, kleinen Fischerdorf Pillkoppen ‘arbeiteten‘ die dortigen Fischer vor der Kamera als Statisten am ’Claim’, dem Bach der rauhen Goldgräber.“ Die Uraufführung des Films fand am 30. Dezember 1938 in Frankfurt am Main statt. Die Berliner Premiere war am 5. Januar 1939 im Tauentzienpalast.
Fanal-Film-Produzent Hermann Grund übernahm auch die Herstellungsleitung. Die Filmbauten stammen von Gustav A. Knauer und Alexander Mügge. Willy Dehmel und Günter Neumann schrieben die Liedtexte zu Werner Eisbrenners Kompositionen. Filmeditor Erich Kobler diente Erich Waschneck auch als Regieassistent.

## Kritik
Der Filmdienst urteilte: „Melodramatischer Abenteuerfilm mit Tingeltangel und Naturkatastrophe; ein hausbackener, unbeholfener deutscher Western-Ersatz.“